# Controvérsia entre Abraham Weintraub e a Wikipédia

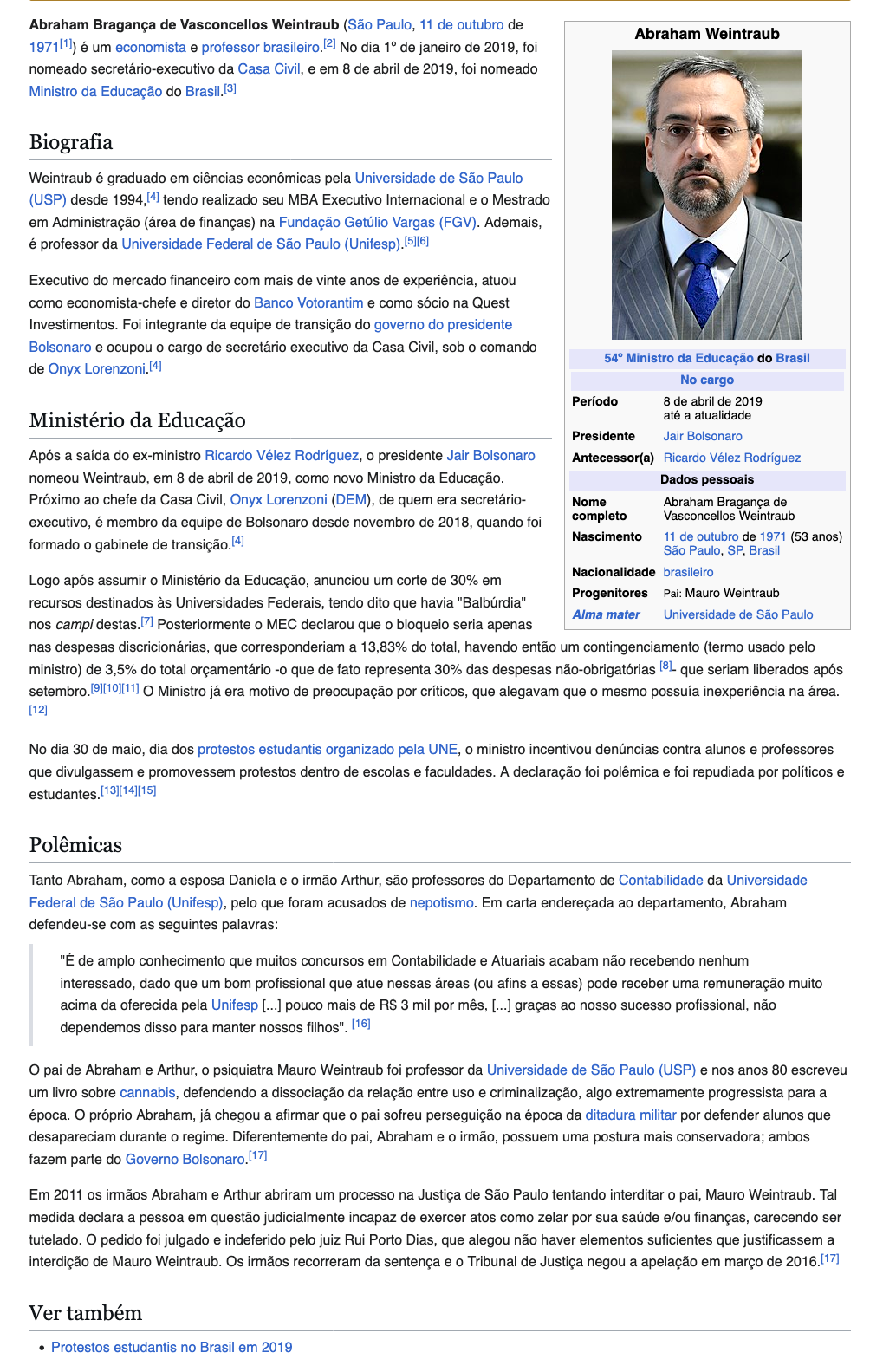
Página de Weintraub na Wikipédia em português em junho de 2019

A controvérsia entre Abraham Weintraub e a Wikipédia refere-se aos eventos em torno das tentativas do Ministério da Educação (MEC), sob a liderança do Ministro Abraham Weintraub, de influenciar o conteúdo de sua página na Wikipédia em português. Criado logo após a nomeação de Weintraub em abril de 2019, o artigo documentava em detalhes as controvérsias relacionadas à sua carreira. Em junho de 2019, o Departamento de Comunicação Social do MEC enviou um e-mail a um administrador da Wikipédia solicitando a exclusão do artigo, devido à impossibilidade de editá-lo. Isso foi seguido por um segundo e-mail em agosto, ameaçando com ação legal caso a página não fosse desbloqueada para edição.
A controvérsia atraiu a atenção da mídia, gerou debates entre os editores da Wikipédia e culminou no questionamento do deputado federal Marcelo Freixo sobre o uso indevido de recursos públicos para interesses pessoais. Weintraub posteriormente processou a Wikimedia Foundation, mas sua ação foi arquivada em 2023 devido à falta de evidências e à falha em especificar conteúdos difamatórios.

## Contexto

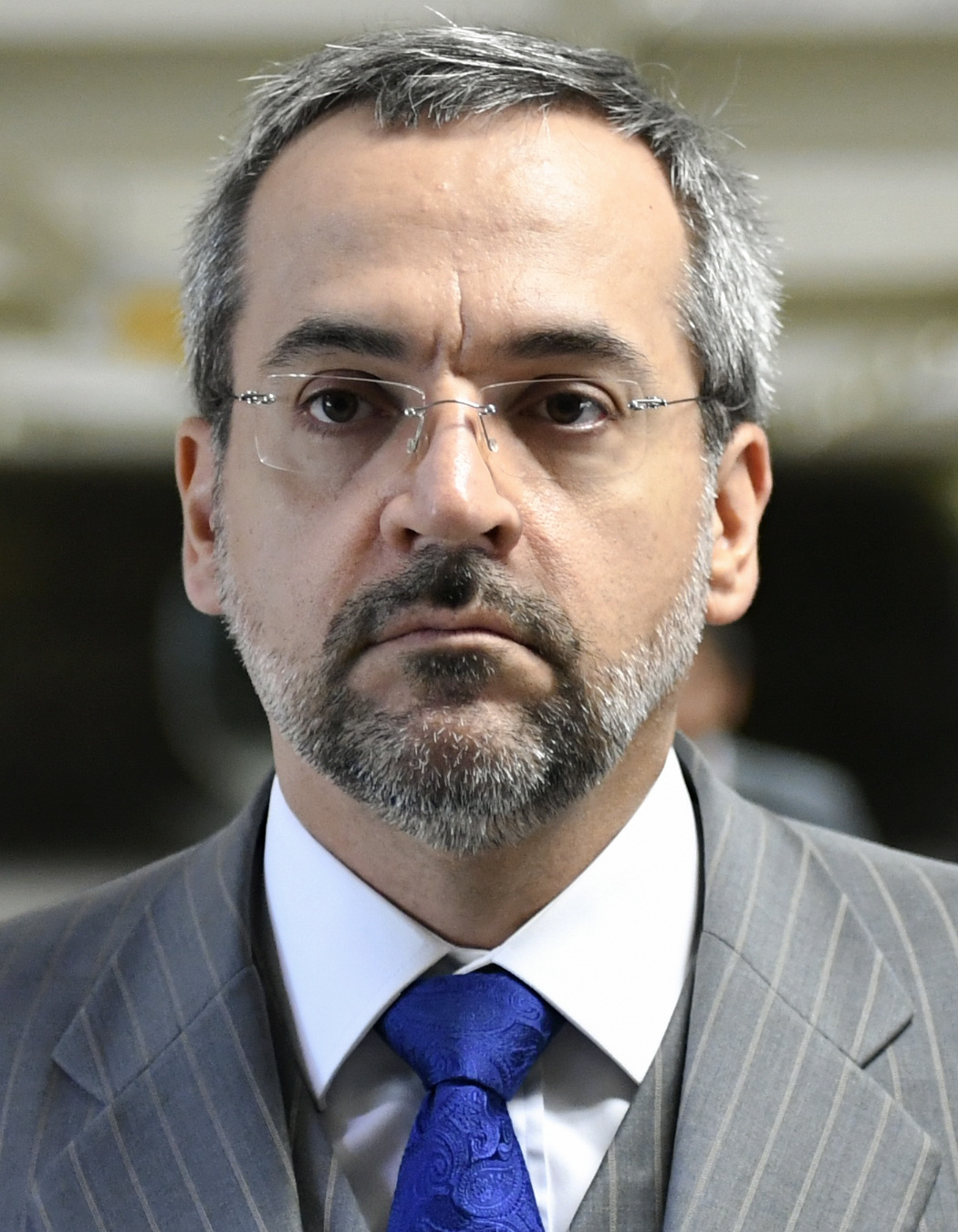
Weintraub em 2019

Em 8 de abril de 2019, o presidente Jair Bolsonaro anunciou em seu Twitter que Abraham Weintraub sucederia Ricardo Vélez Rodríguez como ministro da Educação do Brasil. Uma página na Wikipédia em português para Weintraub foi criada cerca de três horas depois. Após múltiplos incidentes de vandalismo, o administrador da Wikipédia em português Chronus protegeu a página contra edições de usuários inexperientes por 45 dias.
Até 27 de junho, o artigo listava várias controvérsias em que o ministro estava envolvido, notavelmente a tentativa frustrada de Weintraub e seu irmão de ter seu pai declarado legalmente incapaz no tribunal e os cortes orçamentários impostos por Weintraub a universidades e institutos federais. Outras controvérsias incluíam acusações de nepotismo devido às posições de sua família na Universidade Federal de São Paulo, sua alegação de que havia "balbúrdia" nos campi das universidades federais, um vídeo no Twitter onde Weintraub afirma que o MEC é vítima de fake news ao som de "Singin' in the Rain", sua postura em relação aos protestos estudantis contra o governo, e seu incentivo para que professores e estudantes que apoiavam os protestos fossem denunciados. O artigo também mencionava que o pai de Weintraub foi perseguido pela ditadura militar no Brasil e escreveu um livro defendendo a descriminalização da cannabis, uma posição progressista oposta às visões conservadoras de Weintraub no governo Bolsonaro. Toda a informação no artigo foi apoiada por fontes confiáveis, conforme exigido pelas políticas da Wikipédia.

## E-mailde 27 de junho
Em 27 de junho, o Departamento de Comunicação Social do MEC enviou um e-mail a Chronus pedindo a exclusão do artigo de Weintraub. Segundo eles, a página continha "informações não verificadas" que poderiam levar a "interpretações ambíguas", justificando o pedido pela "incapacidade de editar" o conteúdo; o departamento tentou editar o artigo, mas suas edições foram revertidas. Chronus postou o e-mail no fórum da Wikipédia em português em 1.º de julho, pedindo ajuda a outros editores sobre como proceder. Chronus afirmou que não tinha intenção de responder ao e-mail do ministério, pois a comunicação deveria ter sido direcionada à Fundação Wikimedia. Os editores sugeriram que ele pedisse mais clareza ao MEC. Uma hora após a postagem da mensagem no fórum, um editor marcou a página de Weintraub como necessitando de revisão. O evento foi coberto pelo Estadão e fez com que as visualizações diárias da página aumentassem de menos de 200 em 26 de junho para mais de 23 000 em 4 de julho.
Entre 1.º e 4 de julho, 25 edições foram feitas no artigo de Weintraub e, na página de discussão, os editores discutiram como as reduções orçamentárias impostas por Weintraub deveriam ser descritas. Os editores trabalharam na reestruturação do artigo, mas não removeram informações controversas. Após o evento, os editores da Wikipédia em português escreveram uma declaração coletiva sobre como a Wikipédia opera e comentaram sobre o pedido do MEC para excluir o artigo de Weintraub, que foi destacada no próprio artigo.

## E-mailde 13 de agosto

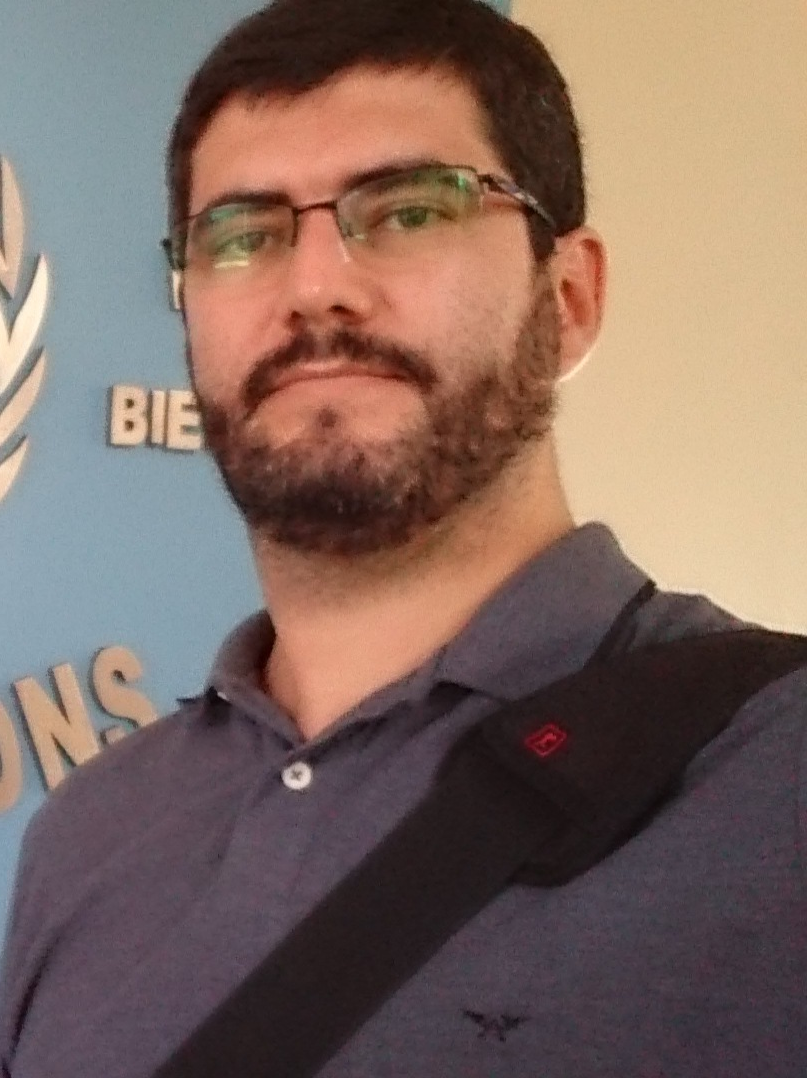
Padula em 2017

Em 13 de agosto, o MEC enviou um e-mail ao administrador da Wikipédia em português Rodrigo Padula, solicitando que a página fosse desbloqueada para edição, para que Weintraub pudesse "exercer seu direito a uma defesa completa e contra-argumentos", mencionando especificamente que ele discordava de como seus cortes orçamentários impostos estavam sendo descritos na página. O MEC ameaçou ação legal, afirmando que, se a Wikipédia não respondesse em cinco dias, isso seria "interpretado como uma recusa em cumprir com este pedido, levando à adoção das medidas legais apropriadas". Padula havia contatado anteriormente o MEC sobre o assunto, dizendo que ofereceu dar uma palestra e fornecer treinamento sobre a dinâmica da Wikipédia para orientar e treinar a equipe do ministério. Padula respondeu ao e-mail de 13 de agosto no dia seguinte, explicando as regras da Wikipédia e se colocando à disposição para explicar como o site funciona ao MEC. Ele também desbloqueou a página, não devido ao e-mail, mas porque sentiu que a proteção não era necessária. No entanto, após novos atos de vandalismo, a página foi protegida novamente. Padula viu a ameaça do MEC como uma tentativa de censura. Ele entrou em contato com a Wikimedia Foundation, que, segundo ele, monitorou de perto a situação e ofereceu aconselhamento legal caso o assunto fosse levado ao tribunal.
Em 4 de setembro, o deputado federal Marcelo Freixo, do PSOL, fez uma solicitação formal para que o ministro fornecesse esclarecimentos sobre o motivo de o escritório do ministério estar sendo usado para tratar de interesses pessoais de Weintraub na Wikipédia. Em um discurso, Freixo afirmou sobre o caso: "Isso é grave, não é republicano e não está à altura de um cargo como ministro da Educação alguém tão raso, alguém com iniciativas tão pequenas". Em resposta à sua solicitação, Weintraub confirmou que usou a força de trabalho do MEC para tentar excluir seu artigo.

## Ação judicial
Em uma data não especificada, Weintraub processou a Wikimedia Foundation, alegando que sua página continha "conteúdo exclusivamente difamatório", incluindo a informação de que um de seus ex-assessores tentou editar o artigo para alinhar-se a sua perspectiva. Em 2023, a 8.ª Vara Cível do Tribunal de Justiça de São Paulo (TJ-SP) decidiu contra a ação judicial, concluindo que Weintraub não conseguiu provar que o conteúdo era falso e não especificou, ponto por ponto, quais informações o incomodaram. O juiz que presidiu o caso também arquivou o processo.